# Hwachae
Hwachae (hangul: 화채; hanja: 花菜) é um termo geral para ponches tradicionais coreanos, feitos com diversas frutas ou pétalas de flores comestíveis. Os frutos e flores são embebidos em água com mel ou suco de magnólia com mel. Na moderna Coreia do Sul, bebidas carbonatadas e sucos de frutas também são comumente adicionados ao hwachae. Hwachae costuma ser guarnecido com pinhões antes de ser servido.